# Пфайффер, Сара
Сара Кристина Вильгельмина Аполлония Пфайффер, урождённая Шёнбек (швед. Sara Christina Wilhelmina Apollonia Pfeiffer; 12 июля 1829, Лунд — 26 января 1913, Стокгольм) — шведская писательница, автор исторических романов и популярной литературы.

## Биография и творчество
Сара Шёнбек родилась в 1829 году в Лунде. Её родителями были врач Карл Густаф Шёнбек и София Вильгельмина Лехе. В 1835 году, когда отец Сары получил назначение в Гётеборг, семья переехала туда. В 1857 году Сара Шёнбек вышла замуж за агронома Карла Пфайффера, ранее бывшего лейтенантом прусской армии. У них родились две дочери.
Сара Пфайффер начала писать ещё в юности. Однако всерьёз она занялась литературой, когда у её мужа начались финансовые трудности и семья стала ощущать нехватку средств. Писательство было способом внести свой вклад в семейный заработок. Первая книга Сары Пфайффер вышла в 1864 году под заглавием «Fosterbarnet. Medaljongen. Tvenne berättleser». Вместо имени автора был указан псевдоним — Sylvia.
Сара Пфайффер продолжала писать вплоть до самого конца жизни. Когда её мужа не стало, она переселилась в Стокгольм и воспитывала, помимо собственных дочерей, приёмного ребёнка. Помимо литературной деятельности, она зарабатывала на жизнь печатанием на машинке. В 1880 году Сара попыталась открыть библиотеку, но она просуществовала лишь несколько лет.
Сара Пфайффер была очень продуктивным автором. Среди её произведений есть несколько исторических романов, остальное её творчество при жизни писательницы считалось развлекательной литературой. Несмотря на популярность, доход писательницы, судя по всему, был весьма невелик.
Сара Пфайффер умерла в 1913 году в Стокгольме и была похоронена на Северном кладбище в Сольне.